# Marsannay-le-Bois
Marsannay-le-Bois é uma comuna francesa na região administrativa da Borgonha-Franco-Condado, no departamento de Côte-d'Or. Estende-se por uma área de 11,84 km². Em 2010 a comuna tinha 853 habitantes (densidade: 72 hab./km²).